# Xà kép

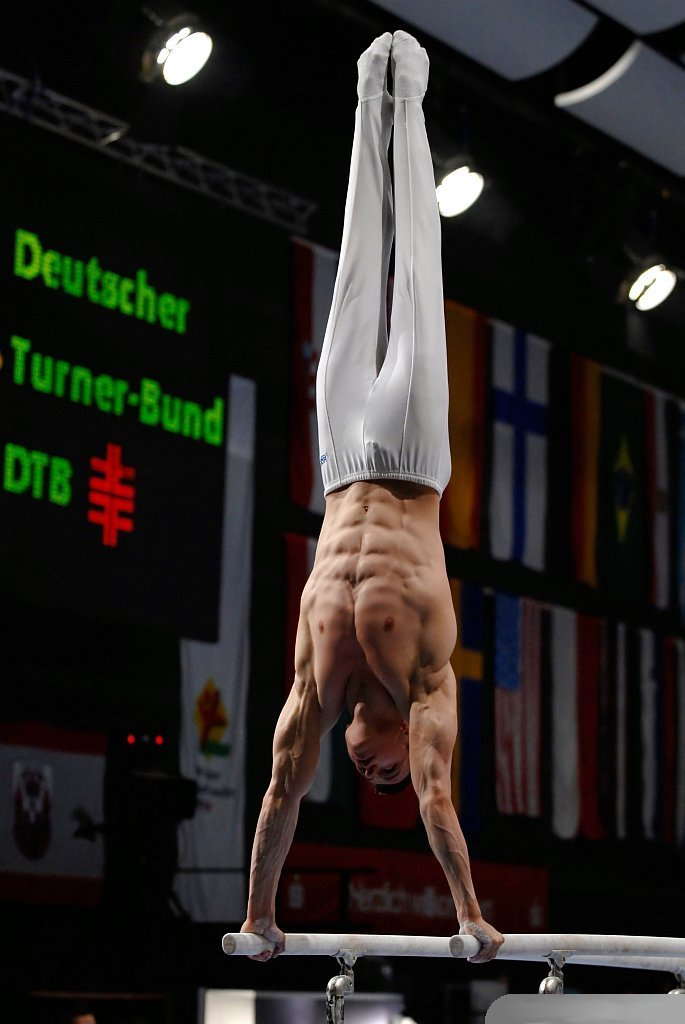
Một vận động viên nam thi xà kép

Xà kép là một thiết bị dùng trong thi đấu của môn thể dục nghệ thuật của nam. Các vận động viên có thể sử dụng găng tay khi thi xà kép, tuy vậy điều này ít thấy.

## Thiết bị
Xà kép gồm hai thanh xà song song với nhau trên cao cách mặt đất, với sự hỗ trợ của một hệ thống khung kim loại. Các thanh xà được làm bằng gỗ hoặc các vật liệu khác, với gỗ bọc ngoài. Độ cao của khung có thể thay đổi để độ cao xà kép so với đất phù hợp nhất với từng vận động viên.

## Lịch sử
Xà kép cố định được phát minh bởi huấn luyện viên thể dục dụng cụ người Đức Friedrich Ludwig Jahn tại Berlin.  Đến năm 1819, xà kép có thể di chuyển tới nơi khác được giới thiệu. Các bài tập trên xà kép cũng được miêu tả trong tác phẩm văn học kinh điển Anna Karenina của Lev Tolstoy (xuất bản 1873 - 1877).